# Bitwa pod Tongjiang
Bitwa pod Tongjiang – bitwa rzeczna pomiędzy chińską Flotyllą Sungaryjską a radziecką Flotyllą Amurską, stoczona 12 października 1929 r. w trakcie konfliktu o Kolej Wschodniochińską. Była to pierwsza zwycięska bitwa radzieckich jednostek wodnych w historii.

## Przebieg
Z dniem 12 października rozpoczęła się radziecka ofensywa. Flotylla Amurska Jakowa Ozolina miała wpłynąć do miasta Tongjiang, leżącego u ujścia Sungari do Amuru, ale ok. 5 rano dostrzeżono nadpływające z przeciwka jednostki chińskie. Rosjanie dysponowali jedenastoma okrętami, w tym: czterema monitorami, czterema kanonierkami, trzema kutrami uzbrojonymi. Eskadra chińska składała się z 9-12 jednostek: sześciu kanonierek, 3-6 kutrów uzbrojonych oraz dwóch platform, na których transportowano dwie baterie artyleryjskie.
Chińczycy wycofali platformy artyleryjskie za zakręt rzeki i rozpoczęli z nich ostrzał Rosjan. Flagowy monitor został poważnie uszkodzony. Ośmieleni tym sukcesem dowódcy pozostałych chińskich jednostek rozpoczęli ostrzał innych statków. W jego wyniku zatonęły dwa radzieckie kutry, a uszkodzono jedną kanonierkę. Sytuację zmieniło jednak nagłe pojawienie się radzieckich hydroplanów MR-1. Ich bazą wypadową był przerobiony na tender stary monitor, który stacjonował na Amurze. Samoloty miały osłaniać Flotyllę od strony lądowej (zadanie to wykonały bombardując i niszcząc pięć chińskich samolotów Breguet 19 na lotnisku w Tongjiang). Ponieważ jednak wynik starcia z jednostkami chińskimi był niekorzystny, piloci przeprowadzili kontratak z powietrza.
Chińskie jednostki nie posiadały artylerii przeciwlotniczej i ich załogi wpadły w panikę. Skutkiem tego cztery jednostki zostały zatopione a jedna - wyrzucona na brzeg - wpadła w ręce rosyjskie. Mimo to Chińczykom udało się zestrzelić dwa samoloty, a reszcie jednostek udało się wycofać.

## Skutki
Flotylla Sungaryjska straciła w starciu: cztery kanonierki, jeden kuter, obie baterie artyleryjskie i blisko 200 marynarzy. Z kolei Rosjanie utracili: dwa kutry, dwa samoloty i ok. 70 ludzi. Uszkodzone zostały także trzy kanonierki.
Zwycięstwo pod Tongjiang zapewniło ZSRR możliwość dalszego rozwinięcia ofensywy i wkrótce później zwycięskie zakończenie całej wojny. Wykazano też wyjątkową skuteczność ataków z powietrza na jednostki nawodne.